# Pedro Penim
Pedro Zegre Penim (Lisboa, 5 de julho de 1975) é um ator e encenador português e diretor artístico do Teatro Nacional D. Maria II desde 2021, substituindo Tiago Rodrigues. Estudou Teatro na Escola Superior de Teatro e Cinema e Gestão Cultural no ISCTE. É membro fundador do Teatro Praga, companhia de teatro de Lisboa com a qual trabalha habitualmente e com a qual já recebeu diversos prémios na área do Teatro (Prémio SPA Autores 2012 para melhor texto português representado (Israel), Menção especial do Prémio Acarte 2003, Prémio Teatro na Década 2003, Prémio Teatro SIC 12 anos).  
Foi nomeado Cavaleiro das Artes e das Letras pelo Governo francês. Num comunicado  divulgado, o Teatro Nacional D.Maria II recorda que "a Ordem das Artes e das Letras distingue personalidades que se destacaram pela sua criação no campo artístico ou literário e pela contribuição que deram à influência das Artes e das Letras em França e em todo o mundo".
Foi encenador convidado pelos Capitals / Fundação Calouste Gulbenkian (em conjunto com outros cinco encenadores portugueses), nos Capitals in Discussion, dirigido por Jan Ritsema e Bojana Cvejic. Dos trabalhos mais recentes destacam-se: Discotheater (Festival Alkantara), Agatha Christie (Culturgest), Eurovision (ZDB e Transforma AC), Private Lives (Bienal de Jovens Criadores da Europa e Mediterrâneo em Nápoles), Point Blank com a companhia belga STAN e Do It Yourself (CAPITALS 2003). Paralelamente, tem desenvolvido a sua atividade como formador. Foi apresentador dos programas Clube Disney (1997-2000). na RTP, e da versão pan-portuguesa do programa Art Attack (2005), onde substituiu o brasileiro Daniel Warren, no Disney Channel.
Penim é casado com Mark Lowen, jornalista da BBC. Em dezembro de 2022, Penim anunciou que ele e Lowen tiveram uma filha, nascida por gestação de substituição no Canadá.